# Дехуей
Дехуей (кит. спр. 德惠市, піньїнь: Déhuì Shì) — місто-повіт в східнокитайській провінції Цзілінь, складова міста Чанчунь.

## Географія
Дехуей лежить на річці Сунгарі.

### Клімат
Місто знаходиться у зоні, котра характеризується вологим континентальним кліматом зі спекотним літом. Найтепліший місяць — липень із середньою температурою 23.4 °C (74.1 °F). Найхолодніший місяць — січень, із середньою температурою -16.8 °С (1.8 °F).
| Клімат Дехуея           | Клімат Дехуея | Клімат Дехуея | Клімат Дехуея | Клімат Дехуея | Клімат Дехуея | Клімат Дехуея | Клімат Дехуея | Клімат Дехуея | Клімат Дехуея | Клімат Дехуея | Клімат Дехуея | Клімат Дехуея | Клімат Дехуея |
| Показник                | Січ.          | Лют.          | Бер.          | Квіт.         | Трав.         | Черв.         | Лип.          | Серп.         | Вер.          | Жовт.         | Лист.         | Груд.         | Рік           |
| Середня температура, °C | −16,8         | −13           | −3,2          | 7,3           | 15,1          | 20,5          | 23,4          | 21,7          | 15,3          | 6,8           | −4            | −13,1         | 5             |
| Норма опадів, мм        | 3             | 4.1           | 9.4           | 21.2          | 39.4          | 84.1          | 169.4         | 114.4         | 54.4          | 28.4          | 8.8           | 4.1           | 540.7         |
| Днів з опадами          | 4,7           | 4,5           | 4,9           | 7             | 9,7           | 12,8          | 15,6          | 13,1          | 9,8           | 7,5           | 5,5           | 5,1           | 100,2         |
| Вологість повітря, %    | 68.7          | 63.9          | 54            | 49.4          | 50.3          | 64.5          | 77.9          | 79            | 69.8          | 62            | 65.4          | 68.1          | 64.4          |
| ----------------------- | ------------- | ------------- | ------------- | ------------- | ------------- | ------------- | ------------- | ------------- | ------------- | ------------- | ------------- | ------------- | ------------- |
| Джерело: Weatherbase    |               |               |               |               |               |               |               |               |               |               |               |               |               |